# Östran, Småland
Östran är en sjö i Högsby kommun i Småland och ingår i Alsteråns huvudavrinningsområde.